# Vespertilioniformes
De onderorde Vespertilioniformes of Yangochiroptera is een onderorde van de Chiroptera waartoe een aantal families vleermuizen behoren. 

## Indeling
- Onderorde Vespertilioniformes 
  - Familie Spleetneusvleermuizen (Nycteridae)
  - Familie Schedestaartvleermuizen (Emballonuridae)
  - Familie Zuigschijfvleermuizen (Myzopodidae)
  - Familie Nieuw-Zeelandse vleermuizen (Mystacinidae)
  - Familie Bladneusvleermuizen van de Nieuwe Wereld (Phyllostomidae)
  - Familie Plooilipvleermuizen (Mormoopidae)
  - Familie Hazelipvleermuizen (Noctilionidae)
  - Familie Furievleermuizen (Furipteridae)
  - Familie Hechtschijfvleermuizen (Thyropteridae)
  - Familie Trechteroorvleermuizen (Natalidae)
  - Familie Bulvleermuizen (Molossidae)
  - Familie Gladneuzen (Vespertilionidae)

Cloacadieren · Opossums · Paucituberculata · Microbiotheria · Roofbuideldieren · Buideldassen · Buidelmollen · Klimbuideldieren · Tenreks en goudmollen · Springspitsmuizen · Buistandigen · Klipdasachtigen · Slurfdieren · Zeekoeien · Luiaards en miereneters · Gordeldierachtigen · Insecteneters · Vleermuizen · Schubdierachtigen · Roofdieren · Onevenhoevigen · Evenhoevigen · Walvissen · Knaagdieren · Haasachtigen · Huidvliegers · Toepaja's · Primaten